# Ruch komunalny
Ruch komunalny (łac. communitas – gmina) – był wielką reformą miejską, formą emancypacji mieszczaństwa w średniowiecznej Europie między XI a XIII stuleciem i sprzysiężeniem obywateli miast przeciwko władzy seniorów. Jego rezultatem było powstanie komun miejskich – miasta uzyskały osobowość prawną i przywileje samorządowe realizujące się w postaci własnego sądownictwa i administracji, murów obronnych, herbu itd.

## Ruch komunalny we Francji
Ruch komunalny, którego celem było wyemancypowanie się miast spod władzy feudałów, rozpoczął się już w końcu XI wieku, na skutek wzrostu liczby ludności oraz ożywienia ekonomicznego. Motorem reformy było wzrastające w zamożność mieszczaństwo, dla którego uzyskanie autonomii warunkowało dalszy rozwój życia miejskiego. Kolebką ruchu komunalnego była północna Francja, gdzie powstawały gminy (communitas), rodzaj sprzysiężenia mieszczan przeciwko feudałom. Miasta przystąpiły do walki o:
- sprecyzowanie powinności finansowych i wojskowych mieszczan;
- wolność osobistą;
- samorząd gospodarczy;
- własne sądownictwo;
- otoczenie miast murem.

Niekiedy walka ta przybierała zbrojną postać, np. w Le Mans (1069), Cambrai (1076), Laon (1111), innym razem mieszczanie wykupywali od feudałów karty komunalne, jak np. w Saint-Omer. Karta były podstawą ustroju autonomicznego i zapewniała miastu:
- swobodę polityczną;
- prawo wyboru władz miejskich;
- własne ustawodawstwo i sądownictwo;
- prawo nakładania podatków na mieszkańców miasta;
- prawo utrzymywania sił zbrojnych.

Na przełomie XII i XIII w., gdy władcy francuscy zwalczali dążenia decentralizacyjne feudałów, starania miast o autonomię cieszyły się poparciem monarchów. Sytuacja uległa zmianie wraz ze zdobyciem przez władzę królewską przewagi nad feudałami w połowie XIII w. Królowie dążyli odtąd do ograniczenia swobód miejskich. Z początkiem XIV w., w miarę jak władcy umacniali władzę centralną, ingerencja panujących w wewnętrzne sprawy miast nasiliła się. Nie wszędzie była ona przy tym jednakowa. W związku z tym, w zależności od zakresu istniejących swobód, na obszarze Francji można było wyróżnić 3 rodzaje miast:
- komunalne, położone na północy, miasta o bardzo dużej autonomii. Naczelnym organem było ogólne zebranie obywateli. Należało do niego ustawodawstwo i wybór władz miejskich. Władzę administracyjną i sądową pełniła ława (24 – 100 ławników) z merem na czele. Władze pochodziły z wyborów przeprowadzanych co rok lub co dwa lata;
- konsularne, istniały głównie na południu kraju. W ich ustroju widoczne były wpływy włoskie. Głównym organem władzy było ogólne zebranie obywateli, zwane Parlamentem. Posiadało ono uprawnienia ustawodawcze. Z czasem jego miejsce zajęła Rada Wielka. Władza wykonawcza i sądowa należała do konsulów. Był to organ kolegialny, składający się z od 2 do 24 członków. Organem kontrolno-doradczym była w stosunku do nich Rada Mniejsza. W XII w., wskutek oddziaływań włoskich, urząd konsulów zaczął zanikać. Ich miejsce zajął organ jednoosobowy – podesta;
- prewotalne, które rozwinęły się w środkowej Francji. Zakres samorządu był w nich najmniejszy. Nadawane tym miastom karty swobód miały tylko w niewielkim stopniu zabezpieczyć mieszkańców przed samowolą urzędników. Władza administracyjna należała do prewota, będącego urzędnikiem królewskim lub senioralnym. Sprawował również wymiar sprawiedliwości, ale przy współudziale ławników, wybieranych spośród mieszczan. Niekiedy na jego zastępcę powoływano mera i 12 przysięgłych, którzy sprawowali bezpośredni zarząd nad miastem.

Ponadto można wyróżnić tzw. bastydy, czyli miasta nowo zakładane w XIII w. na terenach przygranicznych o zakresie swobód podobnym do miast prewotalnych.